# Moravian Mission Museum

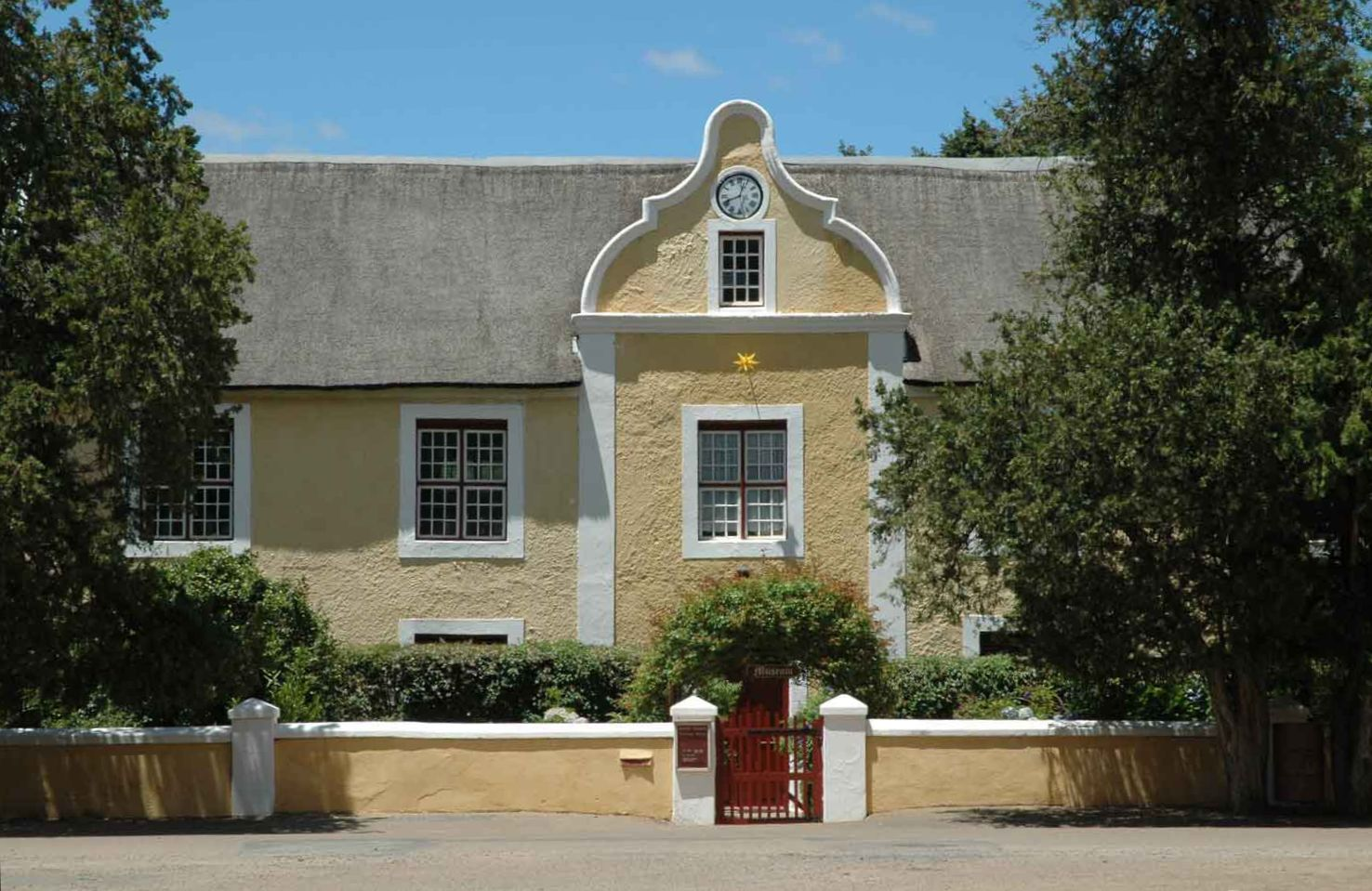
Das Moravian Mission Museum der Moravian Church/Herrnhuter Brüdergemeine in Genadendal

Das Moravian Mission Museum ist in Genadendal in der südafrikanischen Provinz Westkap.

## Lage
Das Moravian Mission Museum und der historische Kirchenbezirk sind auf der Werf. Es befindet sich in zentraler Lage im Ort. Auf der Werf befinden sich außerdem die Kirche, das Middelhuis, zwei Pfarrhäuser, eine ehemalige Druckerei, ein Gästehaus, die Mühle und diverse Gebäude für kirchliche Zwecke. Auch der Missionarsfriedhof und der Khoi-Khoi-Friedhof befinden sich dort.

## Geschichte
1837 wurde hier die erste Ausbildungsstätte für Lehrer und Nationalgehilfen in Südafrika gegründet. In diesem Gebäude befindet sich heute das Moravian Mission Museum.
Das Moravian Mission Museum ist das einzige Museum in Südafrika, dessen Inhalt zum Nationalen Schatz erklärt wurde.
Es enthält Dokumente aus der Zeit der ersten Besiedelung Genadendals, Möbel, Instrumente, handwerkliche Erzeugnisse und Teile der 1859 eingerichteten Druckerei (Genadendalse Drukkery). Auch die Bibel die Georg Schmidt 1737 mit nach Südafrika brachte und die er bei seiner Ausweisung 1744 der einheimischen Khoi-Khoi-Frau, Vehettge Tikkuie (Moeder Lena), zurückließ, ist ausgestellt.
Am sogenannten „Erfenisdag“ (Heritage Day/Erbtag) am 25. Oktober wird eine Vielzahl von Veranstaltungen zum Thema „Geschichte Genadendals“ angeboten.
Am 10. Oktober 1995 besuchte Präsident Nelson Mandela Genadendal und das Moravian Mission Museum und würdigte die Verdienste der Moravian Church für die unterdrückte Bevölkerung.